# Lac-Saint-Paul
Lac-Saint-Paul är en kommun i provinsen Québec i Kanada. Den ligger i regionen Laurentides, i den sydöstra delen av landet, 150 km norr om huvudstaden Ottawa.